# Закон квадрата — куба
Закон квадрата — куба представляет собой следующий принцип:
если объект пропорционально (то есть с помощью преобразования подобия) увеличивается (уменьшается) в размере, его новый объём будет пропорционален кубу масштабирующего коэффициента, а новая площадь его поверхности — пропорциональна квадрату:
{\displaystyle V_{2}=V_{1}\left({\frac {\ell _{2}}{\ell _{1}}}\right)^{3},\qquad A_{2}=A_{1}\left({\frac {\ell _{2}}{\ell _{1}}}\right)^{2},}
где: {\displaystyle V_{1}} — объём исходного объекта, {\displaystyle V_{2}} — новый объём, {\displaystyle A_{1}} — площадь поверхности исходного объекта, {\displaystyle A_{2}} — новая площадь поверхности, {\displaystyle \ell _{1}} — линейный размер исходного объекта, а {\displaystyle \ell _{2}} — новый линейный размер.
Например, куб с длиной стороны 1 метр имеет площадь поверхности 6 м² и объём 1 м³. Если длину стороны удвоить, площадь его поверхности увеличится в четыре раза — до 24 м², а его объём увеличится в 8 раз — до 8 м³. Этот принцип применим ко всем телам.
Этот закон находит своё применение в технике и биомеханике и базируется на математическом пересчёте размеров. Его первым продемонстрировал Галилео Галилей в 1638 году в Discorsi e dimostrazioni matematiche intorno a due nuove scienze («Беседы и математические доказательства двух новых наук»).

## Техника
Если физический объект увеличить в размерах при сохранении неизменной плотности материала, из которого он изготовлен, его масса увеличится пропорционально коэффициенту увеличения в третьей степени, в то время как площадь его поверхности — квадрату масштабного множителя. Это, в частности, означает, что, если сегменту поверхности увеличенного в размерах объекта, сообщить то же ускорение, что и оригиналу, на поверхность увеличившегося объекта будет действовать большее давление.
Рассмотрим простой пример — тело массой {\displaystyle m} имеет ускорение {\displaystyle a} и площадь поверхности {\displaystyle S}, на которую действует сила с этим ускорением. Сила, вызванная ускорением, — {\displaystyle F=ma}, а давление на поверхность — {\displaystyle T={\tfrac {F}{S}}={\tfrac {ma}{S}}.} Теперь рассмотрим объект, размеры которого умножены на коэффициент {\displaystyle x} так, что его новая масса равна {\displaystyle m'=x^{3}\cdot m}, а поверхность, на которую действует сила, имеет новую площадь, {\displaystyle S'=x^{2}\cdot S}. Тогда новая сила, вызванная ускорением, равна {\displaystyle F'=x^{3}\cdot ma,} а результирующее давление на поверхность:
Таким образом, при увеличении размеров объекта с сохранением того же самого материала, из которого состоит объект, (а значит, и плотности) и ускорения давление, производимое им на поверхность, увеличится во столько же раз. Отсюда видно, что при увеличении объекта у него снизится способность сопротивляться напряжению и его окажется легче разрушить в процессе ускорения.
Это объясняет то, почему большие транспортные средства плохо выдерживают испытания на разрушения при столкновениях и почему есть пределы высоты строительства высотных зданий. Аналогично, чем больше размер объекта, тем меньше другие объекты окажут сопротивление движению, вызывая его замедление.

## Биомеханика
Если размеры животного значительно увеличить, его мускульная сила серьёзно уменьшится, так как поперечное сечение его мускулов увеличится пропорционально квадрату коэффициента масштабирования, в то время как его масса увеличится пропорционально кубу этого коэффициента. В результате этого сердечно-сосудистые функции сильно ограничиваются. По этой причине, к примеру, насекомые могут поднимать вес, значительно превышающий свой собственный. Если летающих живых существ увеличить в размерах, их нагрузка на крылья должна возрасти, и поэтому им, чтобы сохранять ту же подъёмную силу, придётся махать с большей частотой. Это будет нелегко из-за того, что сила мускулов станет меньше. Это также объясняет, почему шмель может иметь размер тела, большой по сравнению с размахом его крыльев, тогда как для летающего животного, значительно большего, чем шмель, это было бы невозможно. Также для живых существ малых размеров велико сопротивление воздуха на единицу массы, и поэтому они не погибают, падая с любой высоты.
Кроме того, работа дыхательной системы насекомых зависит от величины поверхности тела. При увеличении объёма тела площадь его поверхности не сможет обеспечивать дыхание.
По этим причинам гигантские насекомые, пауки и другие животные, показываемые в фильмах ужасов, нереалистичны, поскольку такие крупные размеры вызвали бы их удушье и разрушение. Исключением являются гигантские водные животные (глубоководный гигантизм), так как вода способна поддерживать достаточно огромные существа.
Дж. Б. С. Холдейн высказал следующее мнение по поводу великанов:

Допустим, что существует человек-великан 60 футов высотой, подобный Попу и Язычнику-гигантам из сказок моего детства. Такие великаны не только в 10 раз выше среднего человека, но в 10 раз шире и в 10 раз плотнее, то есть их общий вес в 1000 раз превышает вес среднего человека, а следовательно, составляет от 80 до 90 тонн. Поперечный срез костей таких великанов в 100 раз превышает срез костей среднего человека; следовательно, каждый квадратный дюйм кости гиганта должен выдержать нагрузку в 10 раз большую, чем квадратный дюйм кости среднего человека. Учитывая, что берцовая кость человека разрушается при нагрузке, в 10 раз превышающей его вес, берцовая кость великанов должна была бы ломаться при каждом их шаге. Уж не потому ли на картинках, которые я ещё помню, они изображены сидящими?

## Тепловые процессы
Закон квадрата — куба также примени́м к тепловым процессам: поверхность теплообмена возрастает пропорционально квадрату размера, а объём, содержащий или генерирующий теплоту, — пропорционально кубу. Следовательно, теплопотери в расчёте на единицу объёма объекта уменьшаются при увеличении его размеров и, наоборот, увеличиваются при уменьшении размеров. Поэтому, например, энергия, необходимая для обогрева или охлаждения единицы объёма склада, уменьшается с ростом размеров склада.

## В технике
Закон имеет широкое применение в технике. К примеру, он служит причиной того, что для создания самолётов вдвое большей грузоподъёмности было бы бессмысленно простое пропорциональное удвоение всех размеров его частей — запрет на прямое масштабирование наложен законом квадрата — куба.

### Электрические машины
Если считать, что при масштабировании электрической машины сохраняются плотность тока, магнитная индукция и частота вращения, то при увеличении всех размеров в a раз сила тока станет больше в a2 раз (пропорционально площади поперечного сечения проводников). Магнитный поток также возрастёт в a2 раз (пропорционально площади поперечного сечения магнитопровода), благодаря чему наводимая в обмотках ЭДС также возрастёт в a2 раз.
То есть и сила тока, и напряжение (ЭДС) вырастут в a2 раз, благодаря чему электрическая мощность (равная произведению силы тока на напряжение) вырастет в a4 раз. При этом тепловые потери вырастут только в a3 раз (пропорционально объёму проводников при неизменной плотности тока).
Таким образом, при увеличении размеров электрической машины пропорционально увеличивается её удельная мощность (на единицу массы) и не изменяются удельные потери теплоты (на единицу массы), а значит увеличивается КПД. В то же время усложняется теплоотвод, поскольку пропорционально растёт и удельный тепловой поток через все поверхности.
Всё это справедливо и для трансформаторов (при неизменной частоте тока).

### Двигатели внутреннего сгорания
Если просто увеличить все размеры двигателя внутреннего сгорания в a раз при неизменной частоте вращения, то масса движущихся частей увеличится в a3 раз, а ускорение, с которым они движутся, — в a раз. Следовательно, все силы инерции[уточнить] увеличатся в a4 раз, а, поскольку площадь трущихся поверхностей увеличится только в a2 раз, удельная нагрузка на них увеличится в a2 раз, что приведёт к их быстрому износу. Кроме того, в a раз увеличится скорость движения газов через клапаны, что значительно увеличит газодинамическое сопротивление и ухудшит наполнение цилиндров.
Поэтому при пропорциональном увеличении ДВС приходится пропорционально уменьшать частоту вращения (сохраняя неизменной среднюю скорость поршня). Тогда остаются неизменными удельная нагрузка на трущиеся поверхности и скорость движения газов через клапаны. Однако удельная мощность (на единицу массы) и литровая мощность при этом пропорционально уменьшаются. Разрешить такое «утяжеление» двигателя можно путём увеличения числа цилиндров, однако это усложняет его конструкцию.

### Судостроение
Приближённо можно считать, что сопротивление движению судна (при неизменной скорости) пропорционально площади поперечного сечения корпуса на миделе. Таким образом, при увеличении всех размеров судна в a раз его масса вырастет в a3 раз, а сопротивление движению только в a2 раз. Следовательно, в плане расхода топлива на единицу массы экономичнее более крупные суда. Кроме того, если доля запасов топлива в общей массе судна неизменна, то дальность плавания без дозаправки также увеличится в a раз.
По той же причине топливная экономичность и дальность полёта дирижаблей растут пропорционально их размерам (в отличие от самолётов, у которых эти параметры определяются в основном их аэродинамическим качеством).
Для парусного судна важна устойчивость к опрокидывающему моменту, создаваемому парусами. При увеличении всех размеров судна в a раз площадь парусов увеличится в a2 раз, а создаваемый ими опрокидывающий момент силы в a3 раз (поскольку ещё и плечо силы увеличится в a раз). В то же время момент, который выравнивает крен и возникает благодаря корпусу при крене, увеличится в a4 раз (масса корпуса и вытесненной воды вырастет в a3 раз, при этом плечо силы увеличится в a раз). Следовательно, при простом геометрическом масштабировании крупные парусные суда более остойчивы к крену, создаваемому моментом парусов. По этой причине большие парусники не нуждаются в развитых балластных килях, типичных для малых парусных яхт. С другой стороны, на более крупном судне, если конструкция сохраняется одна и та же, можно поставить паруса непропорционально большей площади и, соответственно, получить увеличение скорости.